# Comuna de Nędza
Nędza (polaco: Gmina Nędza) é uma gminy (comuna) na Polónia, na voivodia de Santa Cruz e no condado de Raciborski.
De acordo com os censos de 2007, a comuna tem 7272 habitantes, com uma densidade 127,3 hab/km².

## Área
Estende-se por uma área de 57,14 km², incluindo:
- área agricola: 36,9%
- área florestal: 47,6%

## Demografia
Dados de 30 de Junho 2004:
|                      | Total   | Total | Mulheres | Mulheres | Homens  | Homens |
| -------------------- | ------- | ----- | -------- | -------- | ------- | ------ |
|                      | pessoas | %     | pessoas  | %        | pessoas | %      |
| População            | 7282    | 100   | 3739     | 51,3     | 3543    | 48,7   |
| Densidade (pop./km²) | 127,4   | 100   | 65,4     | 65,4     | 62      | 62     |

De acordo com dados de 2002, o rendimento médio per capita ascendia a 1181,74 zł.

## Subdivisões
- Babice
- Ciechowice
- Górki Śląskie
- Łęg
- Nędza
- Szymocice
- Zawada Książęca

## Comunas vizinhas
- Kuźnia Raciborska, Lyski, Racibórz, Rudnik.